# Vikingarna
I Vikingarna sono un gruppo musicale svedese originario di Karlstad.

## Discografia parziale
- Det går som en dans 5 (1973)
- Här kommer Vikingarna (1974)
- Kramgoa låtar 1 (1975)
- Kramgoa låtar 2 (1975)
- Kramgoa låtar 3 (1976)
- Kramgoa låtar 4 (1977)
- Kramgoa låtar 5 (1977)
- The Vikings Export (1978)
- Kramgoa låtar 6 (1978)
- Kramgoa låtar 7 - Djingis Khan (1979)
- Greatest Hits (1979)
- Vikingarnas julparty (1979)
- Kramgoa låtar 8 - Mot alla vindar (1980)
- Kramgoa låtar 9 - Hallå Västindien (1981)
- Kramgoa låtar 10 - Den stora dagen (1982)
- Kramgoa låtar 11 - Save Your Love (1983)
- Kramgoa låtar 12 - Albatross (1984)
- Kramgoa låtar 13 (1985)
- Julens sånger (1985)
- Kramgoa låtar 14 (1986)
- Kramgoa låtar 15 (1987)
- Kramgoa låtar 16 (1988)
- Instrumental Hits 1 (1988)
- Kramgoa låtar 17 (1989)
- Kramgoa låtar 18 (1990)
- Kramgoa låtar 19 (1991)
- Gitarrgodingar (1991)
- Kramgoa låtar 20 (1992)
- Kramgoa låtar 1995 (1995)
- Kramgoa låtar 1997 (1997)
- Kramgoa låtar 1998 (1998)
- Kramgoa låtar 1999 (1999)
- Laulava sydän (1999)
- Kuschel dich in meine Arme/Vikinger (2000)
- Kramgoa låtar 2000 (2000)
- Kramgoa låtar 2001 (2001)
- Tanz mit mir/Vikinger (2001)
- Kramgoa låtar 2002 (2002)
- Romantica/Vikinger (2002)